# Alexander Katz
Alexander Katz (* November 1949 in Reutlingen; † 14. April 2021 in Schrozberg) war ein deutscher Jazzmusiker (Posaune, Gesang) und Bandleader.

## Leben und Wirken
Katz erlernte mit 14 Jahren als Autodidakt das Posaunenspiel. Bereits 1965 leitete er seine erste Jazzband. Seit 1974 war er als Berufsmusiker tätig. 1977 gründete er seine großformatige Alexanders Swingtime Band. Dem Hot Jazz huldigte er mit seiner Alexander’s Ragtime Band. Er war 17-mal mit Benny Waters auf Tournee und arbeitete mit Musikern wie Wild Bill Davison, Oscar Klein, Benny Bailey, Peanuts Hucko, Peter Schilperoort, Bob Wilber, Arnett Cobb, Buddy Tate, Bud Freeman, Trummy Young, Al Casey und Coco Schumann.
Seit 1990 ging er mit seinen European Swing Stars in wechselnden Besetzungen auf Tournee. Daneben gründete er 2000 die Louis Armstrong Revival Band, in der er mit gleich drei Trompetern das Werk Louis Armstrongs pflegte. 1995 wurde ihm die Ehrenbürgerwürde der Stadt New Orleans verliehen. In den letzten Jahren war er vor allem mit Al Cat & the Roaring Tigers unterwegs; dort sang auch seine Tochter Rebecca-Madeleine Katz.
Das Schaffen von Katz ist auf 17 Tonträgern dokumentiert, die zwischen 1980 und 2001 entstanden, zuletzt mit den German Dixieland All Stars (50 Jahre Olymp).

## Diskographische Hinweise
- Oscar Klein, Lino Patruno European Jazz Stars: Live at the San Marino Jazz Festival (Jazzpoint Records 1998, mit Engelbert Wrobel, Bob Barton, Jan Jankeje, Gregor Beck, Dana Gillespie)
- European Swing Stars (mit Colin T. Dawson, Gunhild Carling, Pierre Paquette, Gianni Basso, Thilo Wagner, Wolfgang Mörike, Gregor Beck)
- Stuttgart Dixieland Allstars (Jazzpoint Records 2003, mit Wolfgang Trattner, Peter „Sputnik“ Lange, Peter Lamparter, Harald Schwer, Jan Jankeje, Werner Braun, Jochen Lamparter)